# 뷰 애스큐니버스
뷰 애스큐니버스(영어: View Askewniverse 뷰 어스큐니버스[*])는 케빈 스미스가 감독한 영화, 만화, TV 시리즈가 공유하는 가공의 세계관이다.

## 작품
- 《점원들》
- 《체이싱 아미》
- 《도그마》
- 《제이 앤 사일런트 밥》
- 《점원들 2》